# 斯塔夫基 (扎列希基區)
48°45′6″N 25°47′10″E / 48.75167°N 25.78611°E
斯塔夫基（烏克蘭語：Ставки），是烏克蘭的村落，位於該國西部捷爾諾波爾州，由喬爾特基夫區負責管轄，始建於1900年，面積1.18平方公里，2001年人口178，人口密度每平方公里150.9人。